# Sudraka

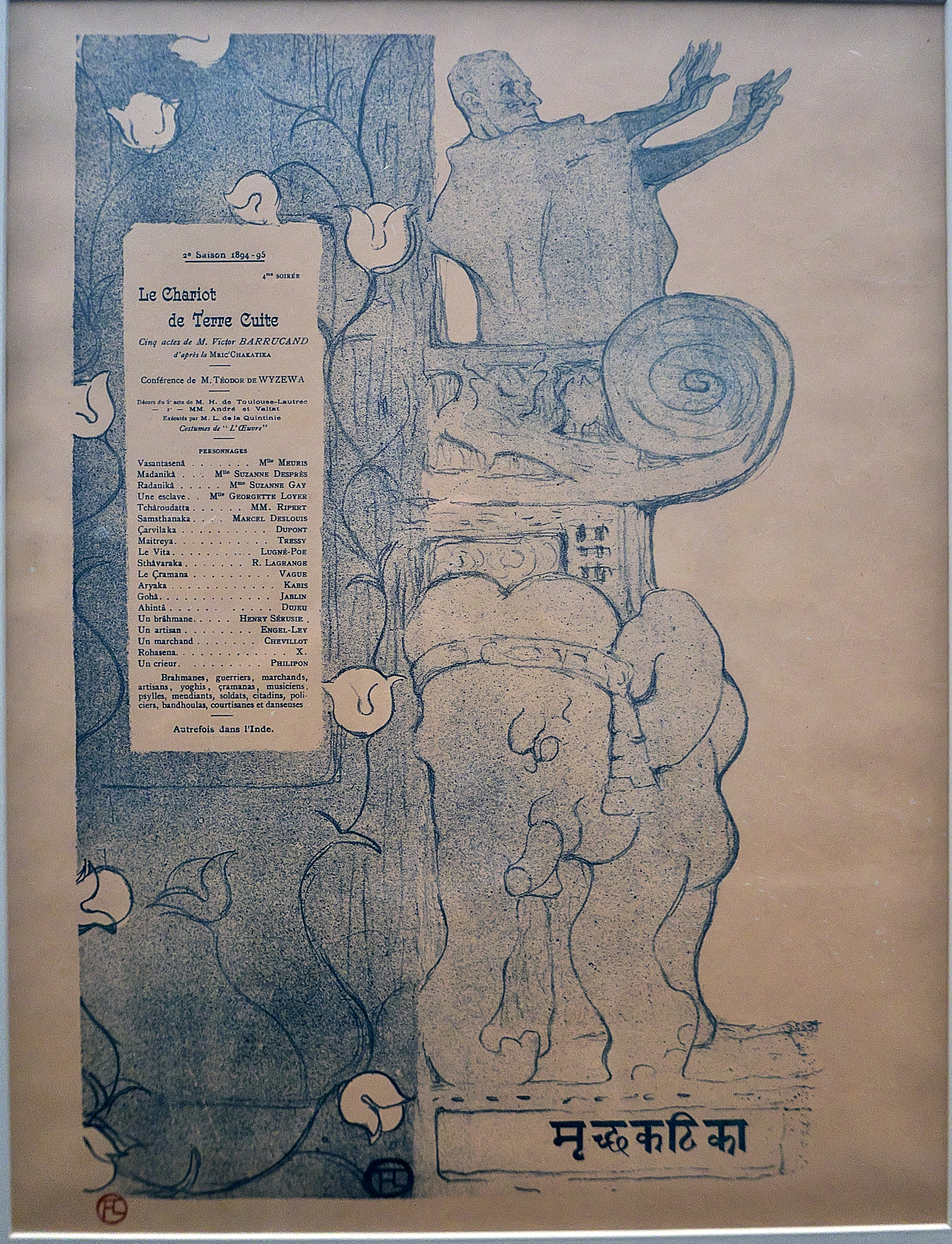
La Charriot de Terre Cuite (1895)

Sudraka fue un rey, dramaturgo y novelista indio del siglo III d. C. aproximadamente.
Se le atribuyen tres obras de teatro en sánscrito:
- Mrichakatika (‘el carrito de arcilla’, siendo mṛd: ‘arcilla’; śakaṭika: ‘carrito de juguete’).
- Vinavasavadatta y
- Padma-prabhritaka (un bhana, o ‘monólogo corto en un solo acto’).

Sudraka ha sido identificado como el seudónimo de un rey abhira del siglo III d. C., que puede haberse llamado Indranigupta (o Shivadatta), y era padre de un rey Iswara Sena.

## Nombre sánscrito
- śūdraka, en el sistema AITS (alfabeto internacional para la transliteración del sánscrito).[5]
- शूद्रक, en escritura devanagari del sánscrito.[5]
- Pronunciación:
  - /shudráka/ en sánscrito[5] o bien
  - /shudrák/ en varios idiomas modernos de la India (como el hindí, el maratí o el palí).
  - /shudrók/ en bengalí.
- Etimología: proviene del sustantivo śūdra (‘esclavo’, miembro de la cuarta y más numerosa casta) en la India, cuya actividad es servir a las tres castas superiores.[5]

Se desconoce la etimología de shudra; se ha inventado una etimología popular: shucham-dravaté, ‘alguien que requiere de lavado’.
Posiblemente śūdraka esté relacionado con el adjetivo sánscrito kṣudraka (que significa ‘pequeño’, ‘diminuto’, ‘corto’ [como el aliento]).